# Lista de capítulos de Claymore
O mangá Claymore é escrito e ilustrado por Norihiro Yagi, e é publicado pela editora Shueisha na revista Jump Square (que se chamava Monthly Shōnen Jump antes de dezembro de 2007). O primeiro capítulo de Claymore foi publicado em maio de 2001 e a publicação encerrou em outubro de 2014 no capítulo 155, contando com 27 volumes. Nesta página, os capítulos estão listados por volume, com seus respectivos títulos originais (volumes com seus títulos originais abaixo do traduzido e capítulos com seus títulos originais na coluna secundária).
No Brasil, é licenciado pela editora Panini e foi publicado entre maio de 2009 e maio de 2015.

## Volumes 1~9
| - 1. A Caçadora de Olhos Preteados - 2. As Unhas do Céu - 3. Memórias de uma Bruxa - 4. O Cartão Preto | - 1. 銀眼の惨殺者 (Gingan no Zansatsusha) - 2. 天空の爪 (Tenkū no Tsume) - 3. 魔女の記憶 (Majo no Kioku) - 4. 黒の書 (Kuro no Sho) |

| - 5. Trevas no Paraíso I - 6. Trevas no Paraíso II - 7. Trevas no Paraíso III - 8. Trevas no Paraíso IV - 9. Trevas no Paraíso V | - 5. まほろばの闇 Ⅰ (Mahoroba no Yami I) - 6. まほろばの闇 Ⅱ (Mahoroba no Yami II) - 7. まほろばの闇 Ⅲ (Mahoroba no Yami III) - 8. まほろばの闇 Ⅳ (Mahoroba no Yami IV) - 9. まほろばの闇 Ⅴ (Mahoroba no Yami V) |

| - 10. Trevas no Paraíso VI - 11. Trevas no Paraíso VII - 12. O Sorriso de Teresa I - 13. O Sorriso de Teresa II - 14. O Sorriso de Teresa III - 15. O Sorriso de Teresa IV | - 10. まほろばの闇 Ⅵ (Mahoroba no Yami VI) - 11. まほろばの闇 Ⅶ (Mahoroba no Yami VII) - 12. 微笑のテレサ Ⅰ (Bishō no Teresa I) - 13. 微笑のテレサ Ⅱ (Bishō no Teresa II) - 14. 微笑のテレサ Ⅲ (Bishō no Teresa III) - 15. 微笑のテレサ Ⅳ (Bishō no Teresa IV) |

| - 16. O Sorriso de Teresa V - 17. O Sorriso de Teresa VI - 18. Marcado para a Morte I - 19. Marcado para a Morte II - 20. Marcado para a Morte III - 21. Marcado para a Morte IV | - 16. 微笑のテレサ Ⅴ (Bishō no Teresa V) - 17. 微笑のテレサ Ⅵ (Bishō no Teresa VI) - 18. 死者の烙印 Ⅰ (Shisha no Rakuin I) - 19. 死者の烙印 Ⅱ (Shisha no Rakuin II) - 20. 死者の烙印 Ⅲ (Shisha no Rakuin III) - 21. 死者の烙印 Ⅳ (Shisha no Rakuin IV) |

| - 22. Marcado para a Morte V - 23. Marcado para a Morte VI - 24. Marcado para a Morte VII - 25. As Retalhadoras I - 26. As Retalhadoras II - 27. As Retalhadoras III | - 22. 死者の烙印 Ⅴ (Shisha no Rakuin V) - 23. 死者の烙印 Ⅵ (Shisha no Rakuin VI) - 24. 死者の烙印 Ⅶ (Shisha no Rakuin VII) - 25. 斬り裂く者たち Ⅰ (Kirisakumono-tachi I) - 26. 斬り裂く者たち Ⅱ (Kirisakumono-tachi II) - 27. 斬り裂く者たち Ⅲ (Kirisakumono-tachi III) |

| - 28. As Retalhadoras IV - 29. As Retalhadoras V - 30. As Retalhadoras VI - 31. As Lápides sem Fim I - 32. As Lápides sem Fim II - 33. As Lápides sem Fim III | - 28. 斬り裂く者たち Ⅳ (Kirisakumono-tachi IV) - 29. 斬り裂く者たち Ⅴ (Kirisakumono-tachi V) - 30. 斬り裂く者たち Ⅵ (Kirisakumono-tachi VI) - 31. 果てなき墓標 Ⅰ (Hate-naki Bohyō I) - 32. 果てなき墓標 Ⅱ (Hate-naki Bohyō II) - 33. 果てなき墓標 Ⅲ (Hate-naki Bohyō III) |

| - 34. As Lápides sem Fim IV - 35. As Lápides sem Fim V - 36. As Lápides sem Fim VI - 37. Digna de Batalha I - 38. Digna de Batalha II - 39. Digna de Batalha III | - 34. 果てなき墓標 Ⅳ (Hate-naki Bohyō IV) - 35. 果てなき墓標 Ⅴ (Hate-naki Bohyō V) - 36. 果てなき墓標 Ⅵ (Hate-naki Bohyō VI) - 37. 闘う資格 Ⅰ (Tatakau Shikaku I) - 38. 闘う資格 Ⅱ (Tatakau Shikaku II) - 39. 闘う資格 Ⅲ (Tatakau Shikaku III) |

| - 40. Digna de Batalha IV - 41. A Toca da Bruxa I - 42. A Toca da Bruxa II - 43. A Toca da Bruxa III - 44. A Toca da Bruxa IV - 45. A Toca da Bruxa V | - 40. 闘う資格 Ⅳ (Tatakau Shikaku IV) - 41. 魔女の顎門 Ⅰ (Majo no Agito I) - 42. 魔女の顎門 Ⅱ (Majo no Agito II) - 43. 魔女の顎門 Ⅲ (Majo no Agito III) - 44. 魔女の顎門 Ⅳ (Majo no Agito IV) - 45. 魔女の顎門 Ⅴ (Majo no Agito V) |

| - 46. O Profundo Abismo do Purgatório I - 47. O Profundo Abismo do Purgatório II - 48. O Profundo Abismo do Purgatório III - 49. O Profundo Abismo do Purgatório IV - 50. A Batalha do Norte I - 51. A Batalha do Norte II | - 46. 深き淵の煉獄 Ⅰ (Fukaki Fuchi no Rengoku I) - 47. 深き淵の煉獄 Ⅱ (Fukaki Fuchi no Rengoku II) - 48. 深き淵の煉獄 Ⅲ (Fukaki Fuchi no Rengoku III) - 49. 深き淵の煉獄 Ⅳ (Fukaki Fuchi no Rengoku IV) - 50. 北の戦乱 Ⅰ (Kita no Senran I) - 51. 北の戦乱 Ⅱ (Kita no Senran II) |

## Volumes 10~18
| - 52. A Batalha do Norte III - 53. A Batalha do Norte IV - 54. A Batalha do Norte V - 55. A Batalha do Norte VI - 56. A Batalha do Norte VII - 57. O Assalto em Pieta I | - 52. 北の戦乱 Ⅲ (Kita no Senran III) - 52. 北の戦乱 Ⅳ (Kita no Senran IV) - 54. 北の戦乱 Ⅴ (Kita no Senran V) - 55. 北の戦乱 Ⅵ (Kita no Senran VI) - 56. 北の戦乱 Ⅶ (Kita no Senran VII) - 57. ピエタ侵攻 Ⅰ (Pieta Shinkō I) |

| - 58. O Assalto em Pieta II - 59. O Assalto em Pieta III - 60. O Assalto em Pieta IV - 61. O Assalto em Pieta V - 62. A Linhagem do Paraíso I - 63. A Linhagem do Paraíso II | - 58. ピエタ侵攻 Ⅱ (Pieta Shinkō II) - 59. ピエタ侵攻 Ⅲ (Pieta Shinkō III) - 60. ピエタ侵攻 Ⅳ (Pieta Shinkō IV) - 61. ピエタ侵攻 Ⅴ (Pieta Shinkō V) - 62. 楽園の血族 Ⅰ (Rakuen no Ketsuzoku I) - 63. 楽園の血族 Ⅱ (Rakuen no Ketsuzoku II) |

| - 64. A Linhagem do Paraíso III - 65. Herdeiros de Almas I - 66. Herdeiros de Almas II - 67. Herdeiros de Almas III - 68. Qualificado I - 69. Qualificado II | - 64. 楽園の血族 Ⅲ (Rakuen no Ketsuzoku III) - 65. 魂と共に Ⅰ (Tamashii to Tomo ni I) - 66. 魂と共に Ⅱ (Tamashii to Tomo ni II) - 67. 魂と共に Ⅲ (Tamashii to Tomo ni III) - 68. 抗しうる者 Ⅰ (Kōshi-urumono I) - 69. 抗しうる者 Ⅱ (Kōshi-urumono II) |

| - 70. Qualificado III - 71. Qualificado IV - 72. Qualificado V - 73. A Arma de Uma Criança I - Omake 1. O Orgulho de um Guerreiro - Omake 2. A Quimera e o Guerreiro do Mal | - 70. 抗しうる者 Ⅲ (Kōshi-urumono III) - 71. 抗しうる者 Ⅳ (Kōshi-urumono IV) - 72. 抗しうる者 Ⅴ (Kōshi-urumono V) - 73. 幼き凶刃 Ⅰ (Osanaki Kyōjin I) - Omake 1. 幼き凶刃 (Osanaki Kyōjin) - Omake 2. ブラックカーニバル (Burakku Kānibaru) |

| - 74. Criança Assassina II - 75. Criança Assassina III - 76. Criança Assassina IV - 77. Criança Assassina V - Omake 3. Encontro no Norte - Omake 4. Resolução Imaculada | - 74. 幼き凶刃 Ⅱ (Osanaki Kyōjin II) - 75. 幼き凶刃 Ⅲ (Osanaki Kyōjin III) - 76. 幼き凶刃 Ⅳ (Osanaki Kyōjin IV) - 77. 幼き凶刃 Ⅴ (Osanaki Kyōjin V) - Omake 3. 北の邂逅 (Kita no Kaikō) - Omake 4. 錆なき覚悟 (Sabinaki Kakugo) |

| - 78. Origem do Conflito I - 79. Origem do Conflito II - 80. Origem do Conflito III - 81. Origem do Conflito IV - 82. Origem do Conflito V - 83. A Lamentação da Terra I | - 78. 戦いの履歴 Ⅰ (Tatakai no Rireki I) - 79. 戦いの履歴 Ⅱ (Tatakai no Rireki II) - 80. 戦いの履歴 Ⅲ (Tatakai no Rireki III) - 81. 戦いの履歴 Ⅳ (Tatakai no Rireki IV) - 82. 戦いの履歴 Ⅴ (Tatakai no Rireki V) - 83. 大地の鬼哭 Ⅰ (Daichi no Kikoku I) |

| - 84. A Lamentação da Terra II - 85. A Lamentação da Terra III - 86. A Lamentação da Terra IV - 87. A Lamentação da Terra V - 88. A Lamentação da Terra VI - 89. A Lamentação da Terra VII | - 84. 大地の鬼哭 Ⅱ (Daichi no Kikoku II) - 85. 大地の鬼哭 Ⅲ (Daichi no Kikoku III) - 86. 大地の鬼哭 Ⅳ (Daichi no Kikoku IV) - 87. 大地の鬼哭 Ⅴ (Daichi no Kikoku V) - 88. 大地の鬼哭 Ⅵ (Daichi no Kikoku VI) - 89. 大地の鬼哭 Ⅶ (Daichi no Kikoku VII) |

| - 90. Memória das Garras I - 91. Memória das Garras II - 82. Memória das Garras III - 83. Memória das Garras IV - 94. Memória das Garras V - 95. Memória das Garras VI | - 90. 記憶の爪牙 Ⅰ (Kioku no Sōga I) - 91. 記憶の爪牙 Ⅱ (Kioku no Sōga II) - 92. 記憶の爪牙 Ⅲ (Kioku no Sōga III) - 93. 記憶の爪牙 Ⅳ (Kioku no Sōga IV) - 93. 記憶の爪牙 Ⅴ (Kioku no Sōga V) - 95. 記憶の爪牙 Ⅵ (Kioku no Sōga VI) |

| - 96. Cinzas de Lautrec I - 97. Cinzas de Lautrec II - 98. Cinzas de Lautrec III - 99. Cinzas de Lautrec IV - 100. Cinzas de Lautrec V - 101. Cinzas de Lautrec VI | - 96. ﾛｰﾄﾚｸの灰燼 Ⅰ (Rōtoreku no Kaijin I) - 97. ﾛｰﾄﾚｸの灰燼 Ⅱ (Rōtoreku no Kaijin II) - 98. ﾛｰﾄﾚｸの灰燼 Ⅲ (Rōtoreku no Kaijin III) - 99. ﾛｰﾄﾚｸの灰燼 Ⅳ (Rōtoreku no Kaijin IV) - 100. ﾛｰﾄﾚｸの灰燼 Ⅴ (Rōtoreku no Kaijin V) - 101. ﾛｰﾄﾚｸの灰燼 Ⅵ (Rōtoreku no Kaijin VI) |

## Volumes 19~27
| - 102. Cinzas de Lautrec VII - 103. Cinzas de Lautrec VIII - 104. Cinzas de Lautrec IX - 105. Cinzas de Lautrec X - 106. Ilusões no Coração I - 107. Ilusões no Coração II | - 102. ﾛｰﾄﾚｸの灰燼 Ⅶ (Rōtoreku no Kaijin VII) - 103. ﾛｰﾄﾚｸの灰燼 Ⅷ (Rōtoreku no Kaijin VIII) - 104. ﾛｰﾄﾚｸの灰燼 Ⅸ (Rōtoreku no Kaijin IX) - 105. ﾛｰﾄﾚｸの灰燼 Ⅹ (Rōtoreku no Kaijin X) - 106. 幻影を胸に Ⅰ (Gen'ei o Mune ni I) - 107. 幻影を胸に Ⅱ (Gen'ei o Mune ni II) |

| - 108. Ilusões no Coração III - 109. Ilusões no Coração IV - 110. As Garras Demoníacas I - 111. As Garras Demoníacas II - 112. As Garras Demoníacas III - 113. As Garras Demoníacas IV | - 108. 幻影を胸に Ⅲ (Gen'ei o Mune ni III) - 109. 幻影を胸に Ⅳ (Gen'ei o Mune ni IV) - 110. 魔爪の残滓 Ⅰ (Masō no Zanshi I) - 111. 魔爪の残滓 Ⅱ (Masō no Zanshi II) - 112. 魔爪の残滓 Ⅲ (Masō no Zanshi III) - 113. 魔爪の残滓 Ⅳ (Masō no Zanshi IV) |

| - 114. O Cadáver da Bruxa I - 115. O Cadáver da Bruxa II - 116. O Cadáver da Bruxa III - 117. O Cadáver da Bruxa IV - 118. O Cadáver da Bruxa V - 119. O Cadáver da Bruxa VI | - 114. 魔女の屍 Ⅰ (Majo no Shikabane I) - 115. 魔女の屍 Ⅱ (Majo no Shikabane II) - 116. 魔女の屍 Ⅲ (Majo no Shikabane III) - 117. 魔女の屍 Ⅳ (Majo no Shikabane IV) - 118. 魔女の屍 Ⅴ (Majo no Shikabane V) - 119. 魔女の屍 Ⅵ (Majo no Shikabane VI) |

| - 120. Garras e Dentes do Abismo I - 121. Garras e Dentes do Abismo II - 122. Garras e Dentes do Abismo III - 123. Garras e Dentes do Abismo IV - 124. Garras e Dentes do Abismo V - 125. Garras e Dentes do Abismo VI | - 120. 深淵の爪と牙 Ⅰ (Shinen no Tsume to Kiba I) - 121. 深淵の爪と牙 Ⅱ (Shinen no Tsume to Kiba II) - 122. 深淵の爪と牙 Ⅲ (Shinen no Tsume to Kiba III) - 123. 深淵の爪と牙 Ⅳ (Shinen no Tsume to Kiba IV) - 124. 深淵の爪と牙 Ⅴ (Shinen no Tsume to Kiba V) - 125. 深淵の爪と牙 Ⅵ (Shinen no Tsume to Kiba VI) |

| - 126. Garras e Dentes do Abismo VII - 127. Garras e Dentes do Abismo VIII - 128. A Marca das Guerreiras I - 129. A Marca das Guerreiras II - 130. A Marca das Guerreiras III - 131. A Marca das Guerreiras IV | - 126. 深淵の爪と牙 Ⅶ (Shinen no Tsume to Kiba VI) - 127. 深淵の爪と牙 Ⅷ (Shinen no Tsume to Kiba VI) - 128. 戦士の刻印 Ⅰ (Senshi no Kokuin I) - 129. 戦士の刻印 Ⅱ (Senshi no Kokuin II) - 130. 戦士の刻印 Ⅲ (Senshi no Kokuin III) - 131. 戦士の刻印 Ⅳ (Senshi no Kokuin IV) |

| - 132. A Marca das Guerreiras V - 133. Forças do Submundo I - 134. Forças do Submundo II - 135. Forças do Submundo III - 136. Forças do Submundo IV - 137. Forças do Submundo V | - 132. 戦士の刻印 Ⅴ (Senshi no Kokuin V) - 133. 冥府の軍勢 Ⅰ (Meifu no Gunzei I) - 134. 冥府の軍勢 Ⅱ (Meifu no Gunzei II) - 135. 冥府の軍勢 Ⅲ (Meifu no Gunzei III) - 136. 冥府の軍勢 Ⅳ (Meifu no Gunzei IV) - 137. 冥府の軍勢 Ⅴ (Meifu no Gunzei V) |

| - 138. Forças do Submundo VI - 139. A Espada à Beira das Trevas I - 140. A Espada à Beira das Trevas II - 141. A Espada à Beira das Trevas III - 142. A Espada à Beira das Trevas IV - 143. A Espada à Beira das Trevas V | - 138. 冥府の軍勢 Ⅵ (Meifu no Gunzei VI) - 139. やみわだの剣 Ⅰ (Yamiwada no Tsurugi I) - 140. やみわだの剣 Ⅱ (Yamiwada no Tsurugi II) - 141. やみわだの剣 Ⅲ (Yamiwada no Tsurugi III) - 142. やみわだの剣 Ⅳ (Yamiwada no Tsurugi IV) - 143. やみわだの剣 Ⅴ (Yamiwada no Tsurugi V) |

| - 144. A Lâmina Vinda de Longe I - 145. A Lâmina Vinda de Longe II - 146. A Lâmina Vinda de Longe III - 147. A Lâmina Vinda de Longe IV - 148. A Lâmina Vinda de Longe V - 149. A Lâmina Vinda de Longe VI | - 144. 彼方からの刃 Ⅰ (Kanata Kara no Yaiba I) - 145. 彼方からの刃 Ⅱ (Kanata Kara no Yaiba II) - 146. 彼方からの刃 Ⅲ (Kanata Kara no Yaiba III) - 147. 彼方からの刃 Ⅳ (Kanata Kara no Yaiba IV) - 148. 彼方からの刃 Ⅴ (Kanata Kara no Yaiba V) - 149. 彼方からの刃 Ⅵ (Kanata Kara no Yaiba VI) |

| - 150. As Guerreiras de Olhos Prateados I - 151. As Guerreiras de Olhos Prateados II - 152. As Guerreiras de Olhos Prateados III - 153. As Guerreiras de Olhos Prateados IV - 154. As Guerreiras de Olhos Prateados V - 155. As Guerreiras de Olhos Prateados VI | - 150. 銀眼の戦士たち Ⅰ (Gingan no Senshi-tachi I) - 151. 銀眼の戦士たち Ⅱ (Gingan no Senshi-tachi II) - 152. 銀眼の戦士たち Ⅲ (Gingan no Senshi-tachi III) - 153. 銀眼の戦士たち Ⅳ (Gingan no Senshi-tachi IV) - 154. 銀眼の戦士たち Ⅴ (Gingan no Senshi-tachi V) - 155. 銀眼の戦士たち Ⅵ (Gingan no Senshi-tachi VI) |